# Constant de Bretagne
Constant de Bretagne ou Kystenin Bychan (c'est-à-dire le petit) était, selon Geoffroy de Monmouth, un roi légendaire de Bretagne. Il est assimilable à l'usurpateur historique Constant, fils de Constantin III.

## Contexte
Constant est le fils aîné du souverain breton mythique Kystenin Vendigeit ou Constantin le Béni. Selon Geoffroi de Monmouth, il est destiné aux ordres et devient moine à Winchester. À la mort de Constantin, des partis opposent les deux autres fils, Emrys Wledig ou Ambrosius Aurelianus et Uther Pendragon, qui se disputent la succession. Le chef des Gewissae, Vortigern, persuade Constant de revendiquer le trône et le fait couronner roi : C'est bien entendu Vortigern qui gouverne pour le compte du faible Constant, devenu sa marionnette, avant de le faire assassiner par ses propres gardes Pictes. Il feint ensuite l'affliction, fait exécuter les coupables et se fait lui-même couronner roi de Bretagne.

## Sources
- (fr) Histoire des rois de Bretagne, traduit et commenté par Laurence Mathey-Maille, Édition Les belles lettres, coll. « La roue à livres », Paris, 2004,  (ISBN 2-251-33917-5)
- (en) Peter Bartrum, A Welsh classical dictionary: people in history and legend up to about A.D. 1000, Aberystwyth, National Library of Wales, 1993, p. 161 CONSTANS son of CONSTANTINUS. CONSTANS ap CUSTENNIN FENDIGAID. (440)).